# Brouwerij De Fontein (België)
Brouwerij De Fontein is een voormalige brouwerij te Balegem, een deelgemeente van Oosterzele in Belgische provincie Oost-Vlaanderen. Hier werd verschillende bieren gebrouwen waaronder Spitfire, een amberkleurig bier van hoge gisting met een alcoholpercentage van 8%. De brouwerij was actief van 1887 tot 1965.

## Geschiedenis
De brouwerij ontstond uit een weverij die in 1866 aangepast werd tot een mechanische weverij met stoommachines. Men zou vanaf 1887 er met brouwen gestart zijn.
Jef Vermeylen nam de brouwerij van de familie Robeyns over en liet ze aan zijn schoonbroer Joseph Janssens over, toen hij ging doceren aan de brouwersschool te Gent. Joseph Janssens, gehuwd met de dochter van Adolf Baele, Hilda Baele, zette de brouwerij verder van 1927 tot 1965 (met onderbreking van zijn krijgsgevangenschap tijdens WO II). Na de oorlog ontwikkelde hij het specifieke Oud Balegems bier, dat volgens de overlevering de naam Spitfire kreeg na het proeven in een van de cafés in Balegem. Joseph Janssens stopte met brouwen van alle andere bieren, op de Spitfire na begin jaren 1960 en begon bieren van de Brouwerij Van Roy uit Wieze te verdelen. Joseph Janssens stierf in 1965, daarmee kwam ook een einde aan de brouwerij.

## Bieren[1]
- Beste
- Bock - Castar
- Castar
- Castar Export
- Digest-Ale
- Duvel
- Export
- Export-Castar
- Faro
- Speciaal Straf
- Spitfire Beer Oud Balegems
- Spitfire Beer Oud Balegems Categorie Luxe
- Spitfire Beer Oud Balegems Luxe Categorie
- Stout
- Straf Speciaal Ale